# Grand Prix de Denain 1972
La 14e édition du Grand Prix de Denain a eu lieu le 4 avril 1972. Elle a été remportée par le Belge Gustaaf Van Roosbroeck.

## Classement final
Gustaaf Van Roosbroeck remporte la course.
| Classement final, | Classement final,      | Classement final, | Classement final,                | Classement final, |
|                   | Coureur                | Pays              | Équipe                           | Temps             |
| ----------------- | ---------------------- | ----------------- | -------------------------------- | ----------------- |
| 1er               | Gustaaf Van Roosbroeck | Belgique          | Watney-Avia                      |                   |
| 2e                | Jozef Abelshausen      | Belgique          | Watney-Avia                      |                   |
| 3e                | Rudy De Groote         | Belgique          | Novy-Dubble Bubble               |                   |
| 4e                | Victor Van Schil       | Belgique          | Molteni                          |                   |
| 5e                | Gilbert Wuytack        | Belgique          | Van Cauter-Magniflex-De Gribaldy |                   |
| 6e                | Willy Scheers          | Belgique          | Goldor-Ijsboerke                 |                   |
| modifier          |                        |                   |                                  |                   |